# Jens Stoltenberg
Jens Stoltenberg (født 16. marts 1959 i Oslo) er en norsk samfundsøkonom og politiker (Arbeiderpartiet). Stoltenberg var Norges statsminister 2000–2001 og 2005–2013. Han var leder af Arbeiderpartiet 2002–2014 og stortingsrepræsentant for Oslo 1993–2013. Fra 2014 til 2024 var han Natos generalsekretær. I 2025 blev han overraskende finansminister i Regeringen Jonas Gahr Støre.
Jens Stoltenberg blev Norges yngste statsminister, da han første gang tiltrådte denne post som 41-årig i 2000, men han havde allerede en omfattende politisk karriere bag sig. Stoltenberg var leder i Arbeidernes Ungdomsfylking (AUF) 1985–1989, nærings- og energiminister 1993–1996 og finansminister 1996–1997.
Jens Stoltenberg er søn af den tidligere norske politiker og blandt andet udenrigsminister Thorvald Stoltenberg. 

## Karriere
Stoltenberg er cand.oecon. fra Universitetet i Oslo i 1987.
Han er søn af tidligere forsvars- og udenrigsminister Thorvald Stoltenberg, der også har været ambassadør i Danmark og præsident for Norges Røde Kors.
I sin første periode som minister (2000 til 2001) var han kontroversiel inden for sit eget parti ved at privatisere mange statslige virksomheder.
I 2012 modtog Jens Stoltenberg Hal Koch-prisen.
Den 9. september 2013 blev Erna Solberg fra partiet Høyre valgt som Norges nye statsminister. Hun overtog statsministerposten efter Jens Stoltenberg 16. oktober 2013.
28. marts 2014 valgte NATO-landene Jens Stoltenberg til organisationens kommende generalsekretær. Han overtog formelt posten efter Anders Fogh Rasmussen den 1. oktober 2014. Den 1. oktober 2024 udløb Stoltenbergs mandat, og han blev efterfulgt af den tidligere hollandske statsminister Mark Rutte. Stoltenberg var NATO's generalsekrtær i 10 år. 
I juli 2024 modtog Jens Stoltenberg the Presidential Medal of Freedom af USA's præsident Joe Biden
I februar 2025 blev han overraskende finansminister i Regeringen Jonas Gahr Støre.

## Hverv
- 1985–1989 Formand for Arbeidernes Ungdomsfylking
- 1990–1992 Formand for Arbeiderpartiet i Oslo
- 1990–1991 Statssekretær i Miljødepartementet
- 1992–2002 Nr. 2 i Det Norske Arbeiderpartiet
- 1993–1993 Medlem af Stortinget
- 1993–1996 Nærings- og energiminister Regeringen_Gro_Harlem_Brundtland_III
- 1996–1997 Finansminister Regeringen_Thorbjørn_Jagland
- 2000–2001 Statsminister Regeringen Jens Stoltenberg I
- 2001–2014 Gruppeformand for Arbeiderpartiet i Stortinget
- 2002–2014 Formand for Arbeiderpartiet
- 2005–2013 Norges statsminister
- 2014–2024 Natos generalsekretær
- 2025– Finansminister i Regeringen Jonas Gahr Støre.